# Jack Spargo
John Arthur Spargo, detto Jack (Hermosa Beach, 3 giugno 1931), è un ex pallanuotista statunitense, che ha disputato il torneo di pallanuoto ai Giochi di Helsinki 1952.
Sempre nella pallanuoto, ha vinto 1 bronzo ai I Giochi panamericani.